# Mihai Iacob
Mihai Iacob (Mihail Marcian Jacob, n. 11 mai 1933, Orăștie, România – d. 5 iulie 2009, Los Angeles, SUA) a fost un regizor român de film.
Absolvent al Institului de Artă Teatrală și Cinematografică din București în anul 1955, realizează prima ecranizare eminesciană din istoria cinematografului românesc, prin filmul „Blanca” și primul film biografic, „Darclée” (1960). „Darclée” a fost de altfel cel mai cunoscut film al său, care a reprezentat România la Festivalul Internațional de Film de la Cannes în anul 1961. Între 1961 și 1972 a fost profesor de regie la IATC. În 1966 a fost numit secretar de partid pe Centrul de Producție Cinematografică Buftea.
În timpul unei călătorii de documentare în Statele Unite ale Americii, a cerut azil politic în această țară. Era în 1972 și avea 40 de ani; de atunci a fost, pe rând, muncitor într-o fabrică de împletituri, distribuitor de pizza, vânzător într-un magazin alimentar, chelner, agent de tranzacții imobiliare, tipograf, scenarist și producător asociat de film.
Din anul 1972 a trăit în Statele Unite ale Americii, unde a decedat.

## Filmografie

### Regizor
- Darclée (1960)
- Celebrul 702 (1962)
- Străinul (1964)
- De trei ori București (1968) - segmentul „Întoarcerea”
- Aventurile lui Tom Sawyer (1968)[3] - în colaborare cu Wolfgang Liebeneiner
- Moartea lui Joe Indianul (1968)[4] - în colaborare cu Wolfgang Liebeneiner
- Castelul condamnaților (1970)
- Pentru că se iubesc (1971)
- Gadjo dilo (1997) în colaborare cu Tony Gatlif

### Scenarist
- Aurel Vlaicu - Povestire cinematografică (1954) (scenariul Eugenia Busuioceanu)
- Blanca (1955) - în colaborare cu Constantin Neagu
- Dincolo de brazi (1957) - în colaborare cu Mircea Drăgan
- Celebrul 702 (1962) - în colaborare cu Alexandru Mirodan
- Pe drumurile Thaliei (1964)
- Politețe (1966)
- De trei ori București (1968) - segmentul „Întoarcerea”
- Castelul condamnaților (1970) - în colaborare cu Nicolae Țic și Mircea Drăgan
- Pentru că se iubesc (1971) - în colaborare cu Ion Omescu

### Consilier artistic
- Prea mic pentru un război atît de mare (1970)

## Distincții
- Ordinul Muncii clasa a III-a (10 august 1964) „pentru merite deosebite în opera de construire a socialismului, cu prilejul celei de a XX-a aniversări a eliberării patriei”[5]